# Enric Ponz i Junyent
Enric Ponz i Junyent   (Reus, 1894 - Barcelona, 9 d'agost de 1936) fou un futbolista català de la dècada de 1910.

## Trajectòria
Fou el germà petit del també futbolista Àngel Ponz i Junyent. Va jugar al RCD Espanyol durant la primera meitat de la dècada de 1910, proclamant-se campió de Catalunya amb el conjunt blanc-i-blau.
Fou treballador de telefònica i sindicalista del Sindicat Lliure. Fou assassinat a la rereguarda republicana a començament de la Guerra Civil espanyola.

## Palmarès
- Campionat de Catalunya de futbol:
  - 1911-12, 1914-15